# Sheilla Castro
Sheilla Tavares de Castro Blassioli, född 1 juli 1983 i Belo Horizonte, är en brasiliansk tidigare volleybollspelare. Castro var mycket framgångsrik som spelare, inte minst med Brasiliens landslag. Med dem vann hon bl.a. OS två gånger, FIVB World Grand Prix sju gånger och sydamerikanska mästerskapet sju gånger. Hon avslutade karriären första gången 2016. Hon började dock spela igen 2019 för att 2022 åter avsluta karriären.